# Теодехилда
Теодехилда (Teudechildes, Théoudehilde, Théodechilde, † 613) е кралица на франките през 7 век, втората съпруга на крал Теодеберт II († след май 612) с резиденция в Мец в Австразия.

## Живот
Тя е вероятно от Бургес. През 608 или 610 г. Теодеберт II лично убива първата си съпруга Билихилда и същата година се жени за Теодехилда. Тя умира след съпруга си през 613 г. Двамата имат син:
- Меровех, роден през 612 г. и още като пеленаче е разбит в скалите от враговете на баща му.